# Scooby-Doo! i Batman: Odważniaki i straszaki
Scooby-Doo i Batman: Odważniaki i straszaki (ang. Scooby-Doo! & Batman: The Brave and the Bold) – 34. film animowany i 29. pełnometrażowy film z serii Scooby Doo z roku 2018. Następca filmu Lego Scooby-Doo! Klątwa piratów.

## Opis filmu
Gdy Scooby-Doo i reszta ekipy natrafiają na zbyt niebezpiecznych zbirów, by sami mogli sobie z nimi poradzić, na ratunek spieszy im Mroczny Rycerz. Jednak w obliczu nierozwiązanej sprawy z przeszłości to Batman będzie musiał poprosić Brygadę Detektywów o pomoc.

## Wersja polska
Dystrybucja na terenie Polski: Galapagos Films

Wersja polska: Master Film

Reżyseria: Agata Gawrońska-Bauman

Dźwięk i montaż: Marta Bator

Kierownictwo produkcji: Agnieszka Kołodziejczyk

Wystąpili:
- Ryszard Olesiński – Scooby Doo
- Jacek Bończyk – Kudłaty
- Agata Gawrońska-Bauman – Velma
- Beata Jankowska-Tzimas – Daphne
- Jacek Kopczyński – Fred